# أنقذوا هذه العائلة (فلم)
أنقذوا هذه العائلة هو فيلم مصري عرض عام 1979، بطولة فريد شوقي وميرفت أمين وحسين فهمي، ومن إخراج حسن إبراهيم.

## قصة الفيلم
تتعرف ليلى ابنة الثري فؤاد على ممدوح الشاب متعدد العلاقات النسائية، وتقع في حبه، يتقدم ممدوح إلى الأب طالبا الزواج من ليل)، لكن والدها يرفض فتقرر ليلى الانتقام بإرسال خطابات إلى أفراد العائلة للإيقاع بينهم.

## طاقم التمثيل
- فريد شوقي: (فؤاد)
- ميرفت أمين: (ليلى)
- حسين فهمي: (ممدوح)
- كريمة مختار: (فكرية)
- هدى رمزي: (سناء)
- محمود المليجي: (زكي)
- أبو بكر عزت: (حسن)
- نبيلة السيد: (نظيمة)
- علية عبد المنعم
- محمد شوقي: (المدرس)
- علي عز الدين
- نصر الدين مصطفى
- محمود كامل
- عزت المشد
- حلمي عبد الوهاب
- منيرفا
- أحمد الحريري: (المطرب)

## فريق العمل
- إخراج: حسن إبراهيم
- تأليف: فاروق صبري
- مدير التصوير: مصطفى إمام
- مونتاج: سعيد الشيخ
- موسيقى تصويرية: جمال سلامة
- إنتاج: أوسكار فيلم
- توزيع: دولار فيلم